# Giải vô địch bóng đá U-17 Đông Nam Á 2006
Giải vô địch bóng đá U-17 Đông Nam Á 2006 (AFF U-17 Youth Championship 2006) là giải bóng đá lần thứ hai giữa các đội tuyển bóng đá dưới 17 tuổi các quốc gia Đông Nam Á do Liên đoàn bóng đá Đông Nam Á tổ chức tại Nam Định, Việt Nam, diễn ra từ ngày 12 đến ngày 16 tháng 8 năm 2006. Tất cả các trận đấu diễn ra ở sân vận động Thiên Trường.
Tất cả có 4 quốc gia tham dự gồm Bangladesh, Lào, Myanmar và Việt Nam. Bốn đội đấu vòng tròn một lượt tính điểm.

## Các đội tham dự
- Bangladesh (khách mời)
- Lào
- Myanmar
- Việt Nam (chủ nhà)

## Kết quả
| VT | Đội        | ST | T | H | B | BT | BB | HS | Đ | Giành quyền tham dự |
| -- | ---------- | -- | - | - | - | -- | -- | -- | - | ------------------- |
| 1  | Việt Nam   | 3  | 2 | 0 | 1 | 7  | 3  | +4 | 6 | Chung kết           |
| 2  | Myanmar    | 3  | 2 | 0 | 1 | 4  | 5  | −1 | 6 | Chung kết           |
| 3  | Bangladesh | 3  | 1 | 0 | 2 | 4  | 7  | −3 | 3 |                     |
| 4  | Lào        | 3  | 1 | 0 | 2 | 3  | 3  | 0  | 3 |                     |

| Lào | 0 – 1 | Myanmar |
| --- | ----- | ------- |
|     |       |         |

| Bangladesh | 1 – 3 | Việt Nam |
| ---------- | ----- | -------- |
|            |       |          |

| Bangladesh | 2 – 1 | Lào |
| ---------- | ----- | --- |
|            |       |     |

| Việt Nam | 4 – 0 | Myanmar |
| -------- | ----- | ------- |
|          |       |         |

| Myanmar | 3 – 1 | Bangladesh |
| ------- | ----- | ---------- |
|         |       |            |

| Việt Nam | 0 – 2 | Lào |
| -------- | ----- | --- |
|          |       |     |

## Đội vô địch
| Vô địch cúp bóng đá U-17 Đông Nam Á 2006 Việt Nam Lần đầu tiên |